# Regeringen Andersson
Regeringen Andersson var Sveriges regering med Magdalena Andersson som statsminister. Regeringen efterfulgte Regeringen Löfven III den 30. november 2021 og er Sveriges første regering med en kvindelig statsminister. Regeringen er en socialdemokratisk mindretalsregering.

## Baggrund
Magdalena Andersson blev valgt til ny partileder for Socialdemokraterne den 4. november 2021, efter Stefan Löfven havde annonceret sin afgang 22. august 2021.

## Tiltrædelse

### Første godkendelse
Den 24. november stemte Riksdagen for formandens forslag om at vælge Magdalena Andersson som ny statsminister for en mindretalsregering med Socialdemokraterne (S) og Miljøpartiet (MP). Forslaget blev vedtaget med stemmetallene var 117 for (Socialdemokraterne, Miljøpartiet og 1 løsgænger), 174 imod (Moderaterne (M), Sverigedemokraterne (SD), Kristdemokraterna (KD) og Liberalerna (L)) og 57 undlod at stemme (Centerpartiet (C) og Vänsterpartiet (V)). Et medlem fra Vänsterpartiet var fraværende.
Dette var akkurat nok til vedtagelse idet der ved behandling af forslag til valg af statsminister gælder negativ parlamentarisme i Sverige. Det betyder at forslaget godkendes, hvis højst halvdelen af Riksdagens 349 medlemmer (det vil sige højst 174 medlemmer) stemmer imod forslaget uanset antallet af stemmer for forslaget.
Det var planlagt at den godkendte regering skulle tiltræde 26. november 2021 under et skiftekonselj med kongen. Men 24. november få timer efter godkendelsen i Riksdagen trak Miljøpartiet sig fra den kommende regering på grund af en tabt finanslovafstemning. I henhold svensk praksis betød det at der krævedes en ny godkendelse af statsministeren i Riksdagen idet godkendelsen specificerer hvilke partier som skal indgå i regeringen. Andersson meddelte senere samme dag at hun ville søge mandat til at danne en etparti socialdemokratisk regering.

### Anden godkendelse
29. november stemte Riksdagen igen om at godkende Magdalena Andersson som statsminister, denne gang for en rent socialdemokratisk regering. Godkendelsen blev vedtaget med 101 stemmer for, 173 stemmer imod og 75 som undlod at stemme. Regeringen tiltrådte dagen efter 30. november kl. 13 under et skiftekonselj med kong Carl 16. Gustav.

## Sammensætning
Regeringen består af følgende 23 ministre:
1. Magdalena Andersson, statsminister
2. Hans Dahlgren, EU-minister
3. Eva Nordmark, arbejdsmarkeds- og ligestillingsminister
4. Johan Danielsson, boligminister og vicearbejdsmarkedsminister
5. Mikael Damberg, finansminister
6. Max Elger, finansmarkedsminister
7. Ida Karkiainen, minister for civile anliggender
8. Peter Hultqvist, forsvarsminister
9. Tomas Eneroth, infrastrukturminister
10. Khashayar Farmanbar, energi- og digitaliseringsminister
11. Morgan Johansson, justits- og indensrigsminister
12. Anders Ygeman, integrations- og migrationsminister samt idrætsminister
13. Jeanette Gustafsdotter, kulturminister
14. Annika Strandhäll, klima- og miljøminister
15. Karl-Petter Thorwaldsson, erhvervsminister
16. Anna-Caren Sätherberg, minister for landdistrikter
17. Lena Hallengren, socialminister
18. Ardalan Shekarabi, minister for social sikring
19. Anna Ekström, uddannelsesminister
20. Lina Axelsson Kihlblom, skoleminister
21. Ann Linde, udenrigsminister
22. Anna Hallberg, udenrigshandelsminister samt minister for nordiske anliggende
23. Matilda Ernkrans, udviklingsminister